# Wahndelikt
Als Wahndelikt (auch Putativdelikt oder Wahnverbrechen genannt) wird im Strafrecht die irrige Annahme des Täters bezeichnet, eine von ihm begangene Handlung sei strafbar. Der Täter nimmt also eine falsche rechtliche Bewertung seiner Handlung vor, indem er zu seinen Ungunsten seine eigene Strafbarkeit infolge Verkennung von Strafbarkeitsregeln annimmt. Eine gesetzliche Regelung des Wahndelikts existiert nicht.
Je nachdem, ob sich der Irrtum auf den Tatbestand oder die Rechtfertigung bezieht, wird das Wahndelikt auch als umgekehrter Verbotsirrtum, umgekehrter Subsumtionsirrtum oder umgekehrter Erlaubnisirrtum bezeichnet.
Das Wahndelikt ist, anders als der untaugliche Versuch, straflos.

## Beispiele
- Umgekehrter Verbotsirrtum: Die Vermieterin eines möblierten Zimmers erlaubt Damenbesuch nach 22 Uhr, obwohl sie der festen Überzeugung ist, dass sie sich dadurch wegen Kuppelei strafbar mache.
- Umgekehrter Erlaubnisirrtum: Jemand wehrt sich gegen einen gegenwärtigen, rechtswidrigen Angriff in der Überzeugung, er mache sich wegen Körperverletzung strafbar (Notwehr ist jedoch ein Rechtfertigungsgrund, der zur Straflosigkeit führt).
- Der „normale“ Verbots- oder Erlaubnisirrtum ist auch eine rechtliche Fehlwertung. Hier bleibt der Täter aber nur straflos, wenn er den Irrtum nicht vermeiden konnte, ansonsten kann solch ein Irrtum nur zu einer Minderung der Strafe führen. Ein Wahndelikt ist dagegen stets straflos.

## Abgrenzung
Das Wahndelikt weist Ähnlichkeiten zum untauglichen Versuch auf, bei dem die Handlung ebenfalls entgegen den Vorstellungen des Täters keinen strafbaren Erfolg herbeiführen kann. Der untaugliche Versuch allerdings ist strafbar, was sich aus der Zweckrichtung des § 23 Abs. 3 StGB ergibt. Hier irrt der Täter jedoch über Tatumstände (Fehlen von Tatbestandsmerkmalen). Die Strafwürdigkeit des untauglichen Versuchs ist darin zu sehen, dass sich der Täter in einer für die Rechtsgemeinschaft unzumutbaren Absicht gegen die Rechtsordnung auflehnt. Im Vergleich zum tauglichen Versuch kann sich dies in Ausnahmefällen auf die Strafzumessung auswirken. Die Abgrenzung zwischen untauglichem Versuch und Wahndelikt ist bei normativen Tatbestandsmerkmalen (Merkmalen, die nur durch eine rechtliche Wertung zu bestimmen sind) umstritten.